# تهماسب میرزا
تهماسب میرزا، پسر پنجم شاه محمد خدابنده از همسرش ملکه خیرالنساء بیگم بود.
تهماسب میرزا در روز چهارشنبه ۴ رمضان ۹۸۳ در شیراز متولد شد. محمد خدابنده چون پدرش شاه تهماسب به تازگی درگذشته بود این پسر را تهماسب میرزا نامید. امیران تکلو و ترکمان با حمزه میرزا مخالفت کردند و با نظر محمد خان ترکمان، تهماسب میرزا که ده ساله بود را از تبریز برداشتند و در قزوین در ۱۲ ربیع الاول ۹۹۴ (۱۵۸۶ میلادی) او را ولیعهد کردند و محمد خان ترکمان نیز با عنوان لل‍هٔ تهماسب میرزا تعیین شد. حمزه میرزا با قوای استجلو و شاملو به سمت قزوین رفت و در صایین‌قلعه در ۱۹ جمادی الاول ۹۹۴ با سپاه تکلو و ترکمان رو به رو شد و در نهایت حمزه میرزا بر سپاه مخالف پیروز شد و تهماسب میرزا و محمد خان ترکمان و مسیب خان تکلو که منصب وکالت تهماسب میرزا را داشت، دستگیر شدند. تهماسب میرزا در ۳ جمادی الثانی ۹۹۴ به قلعه الموت فرستاده شد.
با تصرف قزوین به دست شاه عباس یکم و تاج‌گذاری وی، ابوطالب میرزا همراه با شاه محمد خدابنده و سایر شاهزادگان به قلعه الموت که تهماسب میرزا در آنجا بود فرستاده شدند. در سال سوم سلطنت شاه عباس، تهماسب میرزا و برادرش ابوطالب میرزا و اسماعیل میرزا فرزند حمزه میرزا و سلطانعلی میرزا نابینا در سال ۹۹۹ قمری (۱۵۹۱ میلادی) به قلعه طبرک فرستاده شدند و همگی شاهزادگان در آنجا کور شدند و بار دیگر همگی به قلعه الموت فرستاده شدند. تهماسب میرزا تا پایان سلطنت شاه عباس در آن قلعه بود.